# Izba Pamięci Marii Kownackiej
Izba Pamięci Marii Kownackiej – oddział zamiejscowy Muzeum Książki Dziecięcej działu specjalnego i czytelni naukowej Biblioteki Publicznej m.st. Warszawy – Biblioteki Głównej Województwa Mazowieckiego. Mieści się na warszawskim Żoliborzu przy ulicy Słowackiego 5/13 m. 74. Mieszkanie należało do pisarki Marii Kownackiej (autorki m.in. Plastusiowego pamiętnika), które otrzymała w 1931 roku. Po śmierci pisarki prawa autorskie do utworów literackich oraz teatralnych zostały przekazane Warszawskiej Spółdzielni Mieszkaniowej, a mieszkanie zostało przekształcone w Izbę Pamięci. Placówkę udostępniono dla zwiedzających w 1990 roku. W mieszkaniu zgromadzone są liczne przedmioty osobiste, zdjęcia, notatki i rękopisy oraz obszerny księgozbiór. W Izbie Pamięci odbywają się lekcje muzealne i spotkania dla dzieci ze szkół i przedszkoli (często noszących imię Marii Kownackiej). Działalność polega również na uczestniczeniu w uroczystościach związanych m.in. z rocznicami urodzin i śmierci pisarki, z nadaniem jej imienia szkołom, przedszkolom oraz żłobkom.